# David Borenstein

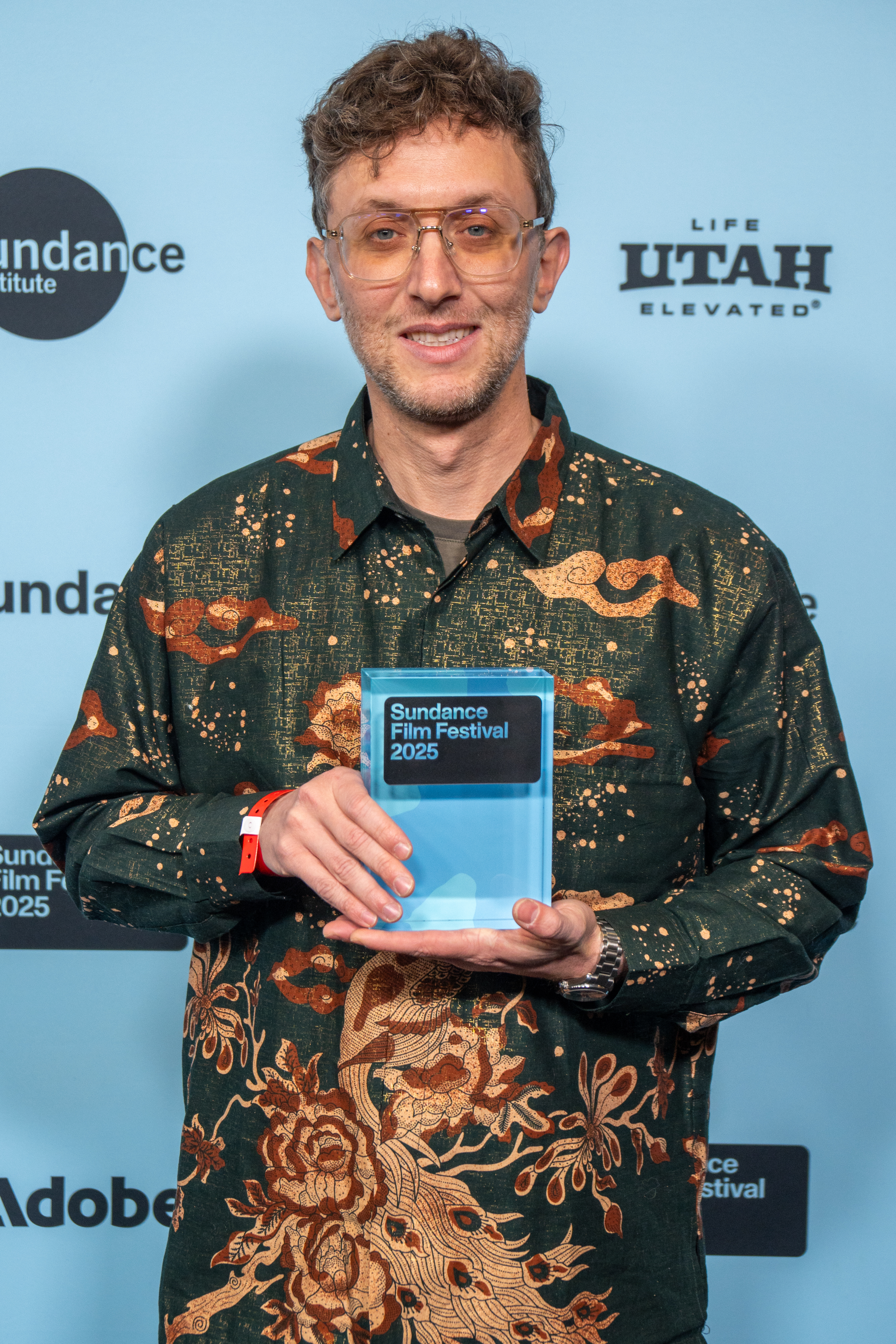
David Borenstein beim Sundance Film Festival 2025

David Borenstein ist ein US-amerikanischer Filmemacher.

## Karriere
Borenstein begann seine Karriere im Hörfunk und drehte 2016 seinen ersten Langfilm Dream Empire. Bis 2021 verbrachte er dafür 10 Jahre in China und drehte Dokumentarfilme über die Ränder der chinesischen Gesellschaft. Hierfür wurde er verschiedentlich nominiert und erhielt beim Internationalen Filmfestival Thessaloniki den Goldenen Alexander für den Besten Dokumentarfilm. Im Jahr 2025 brachte er den Dokumentarfilm Mr. Nobody Against Putin heraus, der auf dem Sundance Film Festival im Hauptwettbewerb gezeigt wurde.
Borenstein lebt und arbeitet in Kopenhagen.

## Filmografie
- 2014: The Hand That Feeds (Produktion)
- 2016: Dream Empire (Regie, Buch)
- 2021: Love Factory (Kurzfilm, Regie, Schnitt)
- 2021: Op-Docs (Fernsehserie, 2 Folgen, Regie, Produktion)
- 2021: Covid-19: Der Wettlauf um den Impfstoff (Produktion, Schnitt)
- 2023: Nova (Fernsehserie, Regie, Buch (1 Folge), Produktion (5 Folgen))
- 2024: Can’t Feel Nothing (Regie, Buch)
- 2025: Mr. Nobody Against Putin (Regie, Buch)

## Auszeichnungen
- 2017: Docudays-Nominierung in der Kategorie Bester Film für Dream Empire
- 2017: Goldener Alexander des Internationales Filmfestival Thessaloniki für Mr. Nobody Against Putin
- 2017: DOK.fest-München-Nominierung im Hauptwettbewerb für Dream Empire
- 2017: Miami-Film-Festival-Nominierung in der Kategorie Bester Dokumentarfilm für Dream Empire
- 2024: CPH:DOX-Nominierung für den F:ACT Award für Can’t Feel Nothing
- 2025: Jurypreis des Docville für Mr. Nobody Against Putin
- 2025: The-Hague-Movies-that-Matter-Festival-Nominierung in der Kategorie Bester Dokumentarfilm für Mr. Nobody Against Putin
- 2025: Cinema-for-Peace-Award-Nominierung in der Kategorie Politischer Film des Jahres für Mr. Nobody Against Putin
- 2025: Göteborg-Film-Festival-Nominierung in der Kategorie Bester nordischer Dokumentarfilm für Mr. Nobody Against Putin
- 2025: Prague-One-World-Film-Festival-Nominierung im Hauptwettbewerb für Mr. Nobody Against Putin
- 2025: Sundance-Film-Festival-Nominierung im Hauptwettbewerb für Mr. Nobody Against Putin